# Felsinsel
Die Felsinsel (norwegisch Hansenhovden, englisch Mount Hansen) ist ein 1895 m (nach anderer Angabe 1970 m) hoher Berg im ostantarktischen Königin-Maud-Land. Er ragt nördlich des Kåreseten und unmittelbar nordwestlich vom Daykovaya Peak am nördlichen Ende der Westlichen Petermannkette im Wohlthatmassiv auf.
Entdeckt, kartiert und deskriptiv benannt wurde der Berg bei der Deutschen Antarktischen Expedition 1938/39 unter der Leitung des Polarforschers Alfred Ritscher. Eine erneute Kartierung anhand von Luftaufnahmen und Vermessungen erfolgte bei der Dritten Norwegischen Antarktisexpedition (1956–1960). Namensgeber der norwegischen Benennung ist Kåre J. Hansen, Meteorologe der norwegischen Expedition.